# Gerbillus brockmani
Espèce
Statut de conservation UICN

 DD  : Données insuffisantes
Gerbillus brockmani ou Gerbillus (Hendecapleura) brockmani est une espèce qui fait partie des rongeurs. C'est une gerbille de la famille des Muridés qui n'a été observée que dans le nord de la Somalie.